# Nowa Szkoła Friesa
Nowa Szkoła Friesa (niem. Neue Fries’sche Schule) – nazwa stosowana dla określenia neokantowskiej formacji filozoficznej zainicjowanej przez Leonarda Nelsona i funkcjonującej w Niemczech na początku XX wieku.
Jakob Friedrich Fries (1773-1843) miał zwolenników w połowie XIX wieku i na początku XX wieku. Dlatego można mówić o pierwszej szkole Friesa i o nowej szkole Friesa, zwanej również szkołą neofriesowską. Powstanie nowej szkoły Friesa zawdzięczamy przede wszystkim Leonardowi Nelsonowi, który w 1904 roku rozpoczął wydawanie czasopisma Abhandlungen der Fries’schen Schule. Neue Folge, nawiązującego wprost do czasopisma pierwszej szkoły Friesa Abhandlungen der Fries’schen Schule wydawanego w latach 1847–1849. W 1913 roku Nelson powołał wraz z Arthurem Kronfeldem Towarzystwo Jakoba Friedricha Friesa (Jakob-Friedrich-Fries-Gesellschaft), działające do 1921 roku.

## Przedstawiciele
Do nowej szkoły Friesa zalicza się takich filozofów i naukowców jak:
- Leonard Nelson (1882–1927),
- Hans Cornelius (1863–1947),
- Otto Apelt(inne języki) (1845–1932), syn reprezentanta starej szkoły Friesa Ernsta Friedricha Apelta (1815–1859),
- Heinrich Eggeling(inne języki) (1838–1911),
- Theodor Elsenhans(inne języki) (1862–1918),
- Gerhard Hessenberg (1874–1925),
- Karl Kaiser (1861–1933),
- Otto Fritz Meyerhof (1884–1951),
- Ernst Blumenberg(inne języki) (1888–1973),
- Heinrich Goesch(inne języki) (1880–1930),
- Alexander Rüstow (1885–1963),
- Rudolf Otto (1869–1937),
- Walter Baade (1881–1922),
- Carl Grapengiesser (1888–1973).